# General der Flieger
Le grade de General der Flieger en français : « général des aviateurs » est un grade d’officier général de la Luftwaffe, l'Armée de l'air allemande du Troisième Reich, qui est équivalent à celui de général de corps aérien en France.

## Historique
Le grade de General der Flieger est utilisé depuis le XXe siècle. Il se situe entre le grade de Generalleutnant et celui de Generaloberst dans la Luftwaffe. Il correspond en France au grade de général de corps aérien.
En 1935, la Wehrmacht introduit de nouveaux grades : General der Nachschubtruppe (pour un général chargé de l'approvisionnement), General der Gebirgstruppen (pour un général des troupes de montagne), General der Fallschirmtruppen (pour un général commandant des unités parachutistes) et General der Nachrichtentruppen (pour un général commandant des unités chargées des transmissions).

## Correspondance dans les autres armes (de la Heer ou de la Luftwaffe)

### Heer (armée de terre)
- General der Infanterie pour l'infanterie
- General der Kavallerie pour la cavalerie
- General der Artillerie pour l'artillerie
- General der Panzertruppe pour les troupes blindées (de) (1935-1945)
- General der Pioniere pour le génie (1938-1945)
- General der Gebirgstruppe pour les troupes de montagne (de) (1940-1945)
- General der Nachrichtentruppe pour les services des transmissions (1940-1945)

### Luftwaffe (armée de l'air)
- General der Fallschirmtruppe pour les unités parachutistes
- General der Jagdflieger pour la chasse aérienne ; dans ce cas, il ne s'agit pas d'un grade mais d'une fonction d'inspection (sans commandement)[a]
- General der Flieger pour les unités aériennes (sans précision)
- General der Flakartillerie pour la défense antiaérienne
- General der Luftnachrichtentruppe pour les transmissions dans l'armée de l'air
- General der Luftwaffe pour l'armée de l'air, de manière non précise

## Liste des officiers ayant porté ce grade
A
- Alexander Andrae (de) (1888-1979), ensuite General der Artillerie (1945)

B
- Karl Barlen (de) (1890-1956)
- Hellmuth Bieneck (de) (1887-1972)
- Karl-Heinrich Bodenschatz (1890-1979)
- Walter Boenicke (en) (1895-1947)
- Rudolf Bogatsch (en) (1891-1970)
- Alfred Bülowius (1892-1968)

C
- Friedrich Christiansen (1879-1972)
- Friedrich von Cochenhausen (de) (1879-1946), ensuite General der Artillerie (1940)
- Joachim Coeler (de) (1891-1955)

D
- Heinrich Danckelmann (de) (1887-1947)
- Paul Deichmann (1898-1981)
- Egon Doerstling (de) (1890-1965)
- Eduard Dransfeld (de) (1883-1964)
- Karl Drum (1893-1968)

E
- Karl Eberth (de) (1877-1952), ensuite General der Artillerie (1942)

F
- Hellmuth Felmy (1885-1965)
- Martin Fiebig (1891-1947)
- Johannes Fink (de) (1895-1981)
- Veit Fischer (de) (1890-1966)
- Helmuth Förster (de) (1889-1965)
- Stefan Fröhlich (de) (1889-1978)
- Heribert Fütterer (de) (1894-1963)

G
- Hans-Ferdinand Geisler (1891-1966)
- Hermann Göring (1894-1946) promu ensuite Generalfeldmarschall (1938) puis Reichsmarschall (1940)
- Ulrich Grauert (1889-1941) promu plus tard Generaloberst
- Robert von Greim (1892-1945) promu plus tard Generalfeldmarschall (1945)

H
- Wilhelm Haehnelt (de) (1875-1946)
- Hans Halm (de) (1879-1957), ensuite General der Infanterie (1940)
- Friedrich-Carl Hanesse (de) (1892-1975)
- Willi Harmjanz (de) (1893-1983)
- Otto Hoffmann von Waldau (1898-1943)

I
J
- Hans Jeschonnek (1899-1943), ensuite Generaloberst (1942)

K
- Josef Kammhuber (1896-1986)
- Erich Karlewski (de) (1874-1947)
- Gustav Kastner-Kirdorf (de) (1881-1945)
- Leonhard Kaupisch (en) (1878-1945), ensuite General der Artillerie (1940)
- Albert Kesselring (1885-1960) promu plus tard Generalfeldmarschall (1940)
- Ulrich Kessler (de) (1894-1983)
- Karl Kitzinger (de) (1886-1962)
- Waldemar Klepke (de) (1882-1945)
- Robert Knauss (de) (1892-1955)
- Karl Koller (1898-1951)
- Werner Kreipe (de) (1904-1967)

L
- Otto Langemeyer (de) (1883-1950)
- Hermann von der Lieth-Thomsen (1867-1942)

M
- Alfred Mahnke (1888-1979)
- Wilhelm Mayer (de) (1886-1950)
- Rudolf Meister (de) (1897-1958)
- Erhard Milch (1892-1972) promu plus tard Generalfeldmarschall (1940)
- Max Mohr (1884-1966)
- Walter Musshoff (de) (1885-1971)

N
O
P
- Erich Petersen (1889-1963)
- Kurt Pflugbeil (1890-1955)
- Maximilian von Pohl (de) (1893-1951)
- Richard Putzier (1890-1979)

Q
- Erich Quade (de) (1883-1959)

R
- Wolfram von Richthofen (1895-1945) promu plus tard Generalfeldmarschall (1943)
- Georg Rieke (1894-1970)
- Hans Ritter (de) (1893-1991)

S
- Hugo Schmidt (de) (1885-1964)
- Wilhelm Schubert (1879-1972)
- Julius Schulz (de) (1889-1975)
- Karl-Friedrich Schweickhard (de) (1883-1968)
- Hans-Georg von Seidel (de) (1891-1955)
- Hans Seidemann (1902-1967)
- Hans Siburg (1893-1976)
- Hugo Sperrle (1885-1953) promu plus tard Generalfeldmarschall (1940)
- Wilhelm Speidel (1895-1970)

T
U
V
- Albert Vierling (de) (1887-1969)
- Helmuth Volkmann (1889-1940)

W
- Bernhard Waber (1884-1945)
- Walther Wecke (de) (1885-1943)
- Ralph Wenninger (1890-1945)
- Helmut Wilberg (1880-1941)
- Wilhelm Wimmer (1889-1973)
- Bodo von Witzendorff (de) (1876-1943)
- Ludwig Wolff (en) (1886-1950)

X
Y
Z
- Konrad Zander (1883-1947)